# 石柱槽站

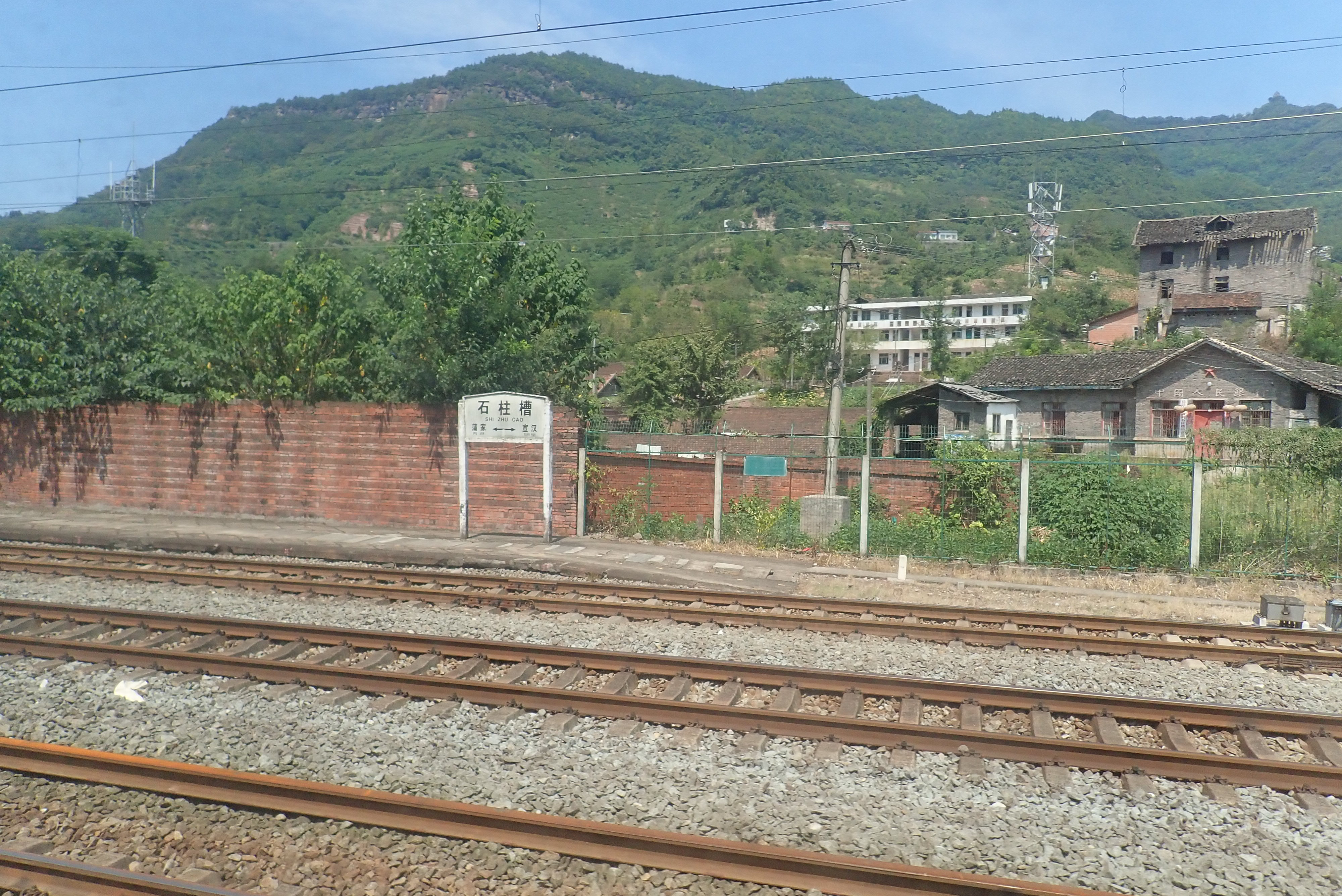
2018年，列车上抓拍的石柱槽站站牌

石柱槽站是襄渝铁路上的一座铁路车站，位于四川省达州市宣汉县大成镇境内。车站于1974年3月随襄渝铁路达县—万源段开办临时运营，1978年5月随襄渝铁路达县—胡家营段正式交付。车站隶属于西安铁路局安康车务段，为四等站。